# Ewert and The Two Dragons
Ewert and The Two Dragons – estoński zespół muzyczny założony w 2009 roku, grający muzykę z pogranicza indie rocka i popu; laureat European Border Breakers Award w 2013 roku.

## Historia zespołu
Zespół Ewert and The Two Dragons powstał w Tallinnie w 2009 roku; w jego skład wchodzą: wokalista Ewert Sundja, gitarzysta Erki Pärnoja i perkusista Kristjan Kallas. Muzycy grali ze sobą rok przed założeniem zespołu. Na początku wspólnej działalności grali na koncertach covery utworów innych wykonawców, m.in. The Police, Radiohead i Jeffa Buckleya. Z czasem do składu zespołu dołączył basista Ivo Etti. 1 października ukazała się ich debiutancka płyta studyjna zatytułowana The Hills Behind the Hills. W maju 2010 roku wyruszyli w trasę koncertową po krajach bałtyckich, zagrali między innymi w Rydze, Siguldi, Lipawie i Kłajpedzie.
Na początku 2011 roku zespół zaczął nagrywać materiał na drugi album długogrający zatytułowany Good Man Down, który został wydany 5 kwietnia 2011 roku pod szyldem wytwórni I Love You Records. Teledysk do tytułowego singla zyskał ponad 2,7 miliona wyświetleń w serwisie YouTube. Na płycie znalazły się też single „Road to the Hill” i „(In the End) There’s Only Love”. W 2012 roku zespół wygrał pięć statuetek na gali Estonian Music Awards 2012 (est. Eesti Muusikaauhinnad) w kategoriach: „Najlepszy zespół”, „Najlepszy teledysk”, „Najlepszy album rockowy”, „Album roku” (za płytę Good Man Down) i „Piosenka roku” (za singel „Good Man Down”). 25 czerwca 2013 roku ich album Good Man Down został wydany na amerykańskim rynku; znalazł się na nim dodatkowy utwór – „I Can See Yer House From Here”. W tym samym roku zdobyli nagrodę European Border Breakers Award.
20 lutego 2015 roku zespół wydał swój trzeci album studyjny zatytułowany Circles.

## Skład zespołu

### Obecni członkowie
- Ewert Sundja – śpiew, instrumenty klawiszowe (od 2009)
- Erki Pärnoja – gitara, wokal wspierający (od 2009)
- Ivo Etti – gitara basowa, gitara akustyczna, wokal wspierający (od 2009)
- Kristjan Kallas – perkusja, instrumenty perkusyjne (od 2009)

### Muzycy koncertowi
- Aarne Ots – trąbka (od 2011)
- Johannes Kiik – puzon (od 2011)
- Indrek Varend – saksofon (od 2011)

## Dyskografia

### Albumy studyjne
- The Hills Behind the Hills (2009)
- Good Man Down (2011)
- Circles (2015)